# Naxa cuneicincta
Naxa cuneicincta là một loài bướm đêm trong họ Geometridae.